# (117240) Zhytomyr
(117240) Zhytomyr est un astéroïde de la ceinture principale.

## Description
(117240) Zhytomyr est un astéroïde de la ceinture principale. Il fut découvert le 19 septembre 2004 à Androuchivka par l'Observatoire astronomique d'Androuchivka. Il présente une orbite caractérisée par un demi-grand axe de 2,65 UA, une excentricité de 0,19 et une inclinaison de 8,9° par rapport à l'écliptique.

## Compléments